# Edgardo Ubaldo Genta
Edgardo Ubaldo Genta (Montevideo, 1894-Montevideo, 1983) fue un escritor e ingeniero militar uruguayo.

## Biografía
Nació el 30 de agosto de 1894 en Montevideo. Ingeniero militar (1915) y poeta, publicó obras como Canto a la patria, Besos, lágrimas y gritos (poesías), Hacia la luz (poesías filosóficas), El himno de los cadetes, La canción del soldado y El himno a la aviación. Para el teatro escribió Harpago y Helena (drama lírico), El padre (drama sociológico) y El amor no muere (drama lírico). Más adelante fue autor de La epopeya de América, Filosofía de la guerra, la Historia de Artigas, El Juicio Final y
Aquél, tú y yo. Falleció el 7 de junio de 1983 en su ciudad natal.